# Kalanchoe peteri
Kalanchoe peteri är en fetbladsväxtart som beskrevs av Erich Werdermann. Kalanchoe peteri ingår i släktet Kalanchoe och familjen fetbladsväxter. Inga underarter finns listade i Catalogue of Life.